# Sak K'uk'

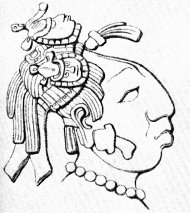
Sak K’uk’

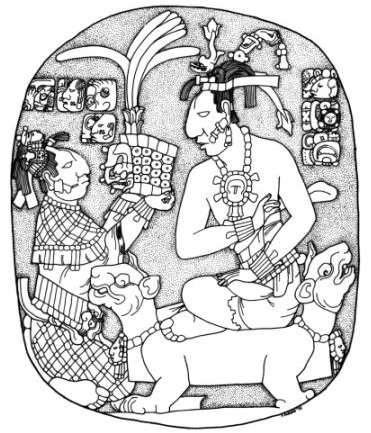
Ovale Palasttafel aus Haus E des Palastes in Palenque: Die Tafel zeigt eine Inthronisationsszene. Sak K’uk’ überreicht ihrem auf einem Jaguarthron sitzenden Sohn Pakal eine Krone als Insigne der Macht.

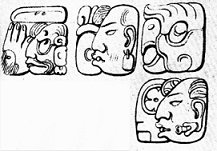
Name und Titel von Sak K’uk’ auf der Ovalen Palasttafel

Sak K’uk’ († 12. September 640) war eine bedeutende Adlige der Maya-Stadt Palenque und die Mutter des Herrschers (Ajaw) K’inich Janaab Pakal I. Vor dessen Thronbesteigung war sie zwischen 612 und 615 möglicherweise kurzzeitig Herrscherin oder Regentin von Palenque.

## Herkunft und Familie
Die genaue familiäre Abstammung von Sak K’uk’ ist nicht gesichert. Nach David Freidel und Linda Schele war sie eine Enkelin der Herrscherin Yohl Ik’nal (583–604). Deren Amtsnachfolger Ajen Yohl Mat (605–612) war Sak K’uk’s Onkel und dessen Bruder Janaab Pakal ihr Vater. Sie war verheiratet mit K’an Mo’ Hix, der vermutlich nicht der herrschenden Dynastie von Palenque entstammte. Der 603 geborene K’inich Janaab Pakal I. ist das einzige bekannte Kind aus dieser Ehe.
Karen Bassie-Sweet schlug hingegen eine andere Genealogie vor: Demnach war Sak K’uk’ eine Tochter von Yohl Ik’nal und Janaab Pakal und sowohl Ajen Yohl Mat als auch K’inich Janaab Pakal I. waren Söhne von Sak K’uk’ und K’an Mo’ Hix.

## Leben
Aus dem Leben von Sak K’uk’ sind nur wenige Einzelheiten überliefert. Ihr genaues Geburtsdatum ist unbekannt. Aufgrund einer Abbildung im Palast von Palenque, die zeigt, wie sie ihrem Sohn bei dessen Inthronisation eine Krone überreicht, wird geschlossen, dass sie in den Jahren um 615 über große politische Macht verfügte. Da K’inich Janaab Pakal I. zu dieser Zeit erst zwölf Jahre alt war, dürfte sie ihm als wichtige Beraterin gedient haben. Unklar ist, ob sie vor seiner Thronbesteigung selbst als Herrscherin oder Regentin fungierte. Nach Ajen Yohl Mats Tod wurde Palenque zwischen 612 und 615 von einem geheimnisvollen Herrscher regiert, der als Muwaan Mat bekannt ist. Hierbei handelt es sich um einen Decknamen, der an eine der Schutzgottheiten Palenques angelehnt ist. Die in der Forschung einst weit verbreitete Annahme, dass Muwaan Mat ein Beiname war, den Sak K’uk’ in ihrer Funktion als Regentin annahm, wurde durch David Stuart in Zweifel gezogen, der aufzeigen konnte, dass es sich bei dem mythologischen Muwaan Mat um eine männliche Gottheit handelte.
Sak K’uk’ starb am 12. September 640 (9.10.7.13.5). Ihre Grabstätte ist unbekannt.